# District d'Ouspen
Le district d'Ouspen (en kazakh : Успен ауданы est un district de l'oblys de Pavlodar, situé au nord du Kazakhstan.

## Géographie
Le centre administratif du district est la ville d'Ouspenka.

## Démographie
En 2013, le district a une population de 12 837 habitants.